# Bill Bowler (Eishockeyspieler)
Bill Bowler (* 25. September 1974 in Toronto, Ontario) ist ein ehemaliger kanadischer Eishockeyspieler und -trainer, der in seiner aktiven Zeit von 1991 bis 2003 unter anderem für die Columbus Blue Jackets in der National Hockey League, sowie die Krefeld Pinguine in der Deutschen Eishockey Liga gespielt hat.

## Karriere
Bill Bowler begann seine Karriere als Eishockeyspieler bei den Windsor Spitfires, für die er von 1991 bis 1995 in der kanadischen Top-Juniorenliga Ontario Hockey League aktiv war. Anschließend spielte der Angreifer fünf Jahre lang in der International Hockey League, in der er bei Las Vegas Thunder, den Houston Aeros und den Manitoba Moose unter Vertrag stand. Zudem lief der Linksschützer in der Saison 1997/98 für die Hamilton Bulldogs in der American Hockey League auf. Am 3. August 2000 erhielt Bowler einen Vertrag als Free Agent bei den Columbus Blue Jackets, für die er in der Saison 2000/01 sein Debüt in der National Hockey League gab, wobei er in neun Spielen zwei Vorlagen gab. Die restliche Zeit im Franchise der Blue Jackets verbrachte er allerdings bei deren AHL-Farmteams Syracuse Crunch, Milwaukee Admirals und Norfolk Admirals. Zwar unterschrieb der Center am 18. Juli 2002 bei den Boston Bruins aus der NHL, stattdessen wechselte er jedoch zu den Krefeld Pinguinen in die DEL, mit denen er in der Saison 2002/03 Deutscher Meister wurde. Anschließend beendete der Kanadier bereits im Alter von 28 Jahren seine aktive Laufbahn. Von 2005 bis 2007 arbeitete er als Assistenztrainer bei den Windsor Spitfires in der Ontario Hockey League, bei denen er seine Karriere als Juniorenspieler begonnen hatte.
Seit der Saison 2019/20 ist er als General Manager der Windsor Spitfires tätig.

## Erfolge und Auszeichnungen
- 1995 Leo Lalonde Memorial Trophy
- 1995 OHL Third All-Star Team
- 1999 IHL Second All-Star Team
- 2003 Deutscher Meister mit den Krefeld Pinguinen